# Хлопово (Хощенський повіт)
Хлопово (пол. Chłopowo) — село в Польщі, у гміні Кшенцин Хощенського повіту Західнопоморського воєводства.
Населення — 507 осіб (2011).
У 1975-1998 роках село належало до Гожовського воєводства.

## Демографія
Демографічна структура станом на 31 березня 2011 року:
|          | Загалом | Допрацездатний вік | Працездатний вік | Постпрацездатний вік |
| -------- | ------- | ------------------ | ---------------- | -------------------- |
| Чоловіки | 253     | 52                 | 163              | 38                   |
| Жінки    | 254     | 51                 | 129              | 74                   |
| Разом    | 507     | 103                | 292              | 112                  |